# Diego Rafecas
Diego Rafecas (Buenos Aires, 3 de mayo de 1969-Buenos Aires, 18 de abril de 2017) fue un director de cine y actor argentino. Sus películas más famosas son Un buda (2005) y Paco (2009).

## Biografía
Diego Rafecas nació en la Ciudad de Buenos Aires en 1969. Su hermano es el juez Daniel Rafecas. Realizó sus estudios de actuación con Cristina Banegas cuando tenía 17 años. Dos años después, debutó como actor, convocado y dirigido por Banegas para realizar un protagónico de la obra de teatro de Griselda Gambaro llamada Solo un aspecto. 
Más tarde, cursó la Licenciatura en Filosofía de la UBA y al mismo tiempo inició sus estudios en la práctica de Monje Zen, con el Maestro Stephane Kosen Thibaut, heredero del Darma del Maestro Japonés Taisen Deshimaru.
Durante sus años de universidad realizó sus primeros cortometrajes, La buena vida y El secuestro, en formato digital, codirigidos con Pablo Flehner y comenzó a estudiar Dirección de Cine con Eduardo Milewics, escribiendo y dirigiendo bajo su asesoramiento Vivir en Nueva York. Este cortometraje fue ganador de importantes premios en festivales en todo el país. 
También estudió Guion Cinematográfico y Televisivo con María José Campoamor, Ernesto Korovsky y Eduardo Milewicz; allí comenzó los primeros esbozos del guion de Un buda, su ópera prima.
Fundó la empresa transnacional "Raf-kaz" Galery (Galerías de Arte de Tíbet, África, Tailandia, Nepal e India), que actualmente tiene sucursales en Buenos Aires, Santiago de Chile y Miami. En septiembre de 2003 creó la empresa Zazen Producciones S.A. para producir y realizar historias de ficción, en especial para crear contenidos que expresen y manifiesten valores humanos y para realizar filmes en la Argentina.
Cruzadas (2011) hasta la fecha es la última película estrenada por Rafecas, y es considerada por muchos aficionados y críticos como la peor película de la cinematografía argentina. También participó en la película Ley primera.

## Filmografía (como director y actor)
- El secuestro (2001) (cortometraje)
- La buena vida (2002) (cortometraje)
- Se me rompió el pantalón (2003) (cortometraje)
- Vivir en Nueva York (2005)
- Un buda (2005)
- Cartas (2006) (cortometraje)
- Rodney (2008)
- Paco (2009)
- Cruzadas (2011)
- Ley primera (2017)

## Particularidades de sus películas
Rafecas se caracteriza por hacer hincapié en problemas sociales como la droga y las adicciones o las clases bajas como se puede observar en sus últimas tres películas (Rodney, Paco y Cruzadas).
También este director tuvo el privilegio de trabajar con figuras del espectáculo como por ejemplo: Enrique Pinti, Moria Casán, Nacha Guevara, Tomás Fonzi, Daniel Fanego, Sebastián Cantoni, Sofía Gala, Cristina Banegas, Valentina Bassi, Boy Olmi, Julieta Cardinali, entre otros. Incluida la participación de la banda argentina Peperina en Llamas, para la musicalización de la película Paco.